# Foramen incisif
Les foramens incisifs (ou trous incisifs) sont les ouvertures osseuses situées à l'extrémité antérieure de la suture intermaxillaire dans le palais osseux.

## Structure
Les foramens incisifs sont situés au fond de la fosse incisive en forme d'entonnoir située juste derrière les incisives à la jonction entre le processus alvéolaire et le processus palatin du maxillaire.

## Rôle
Les foramens incisifs sont les ouvertures inférieures des canaux incisifs qui permettent la communication à travers le maxillaire du toit du palais avec la cavité nasale.
Les foramens incisifs permettent le passage des nerfs naso-palatins et de l'artère grande palatine.

## Aspect clinique
Le foramen incisif peut être utilisé pour l'injection d'anesthésique local.
Il est également utilisé comme repère pour définir la sévérité de la fente labio-palatine qui peut s'étendre soit devant (primaire) soit derrière (secondaire) le foramen,.
Il est également important comme repère chirurgical pour éviter d'endommager ses nerfs et ses structures vasculaires.
Lorsque des radiographies simples du maxillaire, le foramen incisif peut être confondu avec une lésion périapicale.

## Anatomie comparée
Chez de nombreuses autres espèces, les foramens incisifs permettent le passage vers l'organe voméronasal. Il peut être trouvé chez les chats et les alligators.

## Galerie

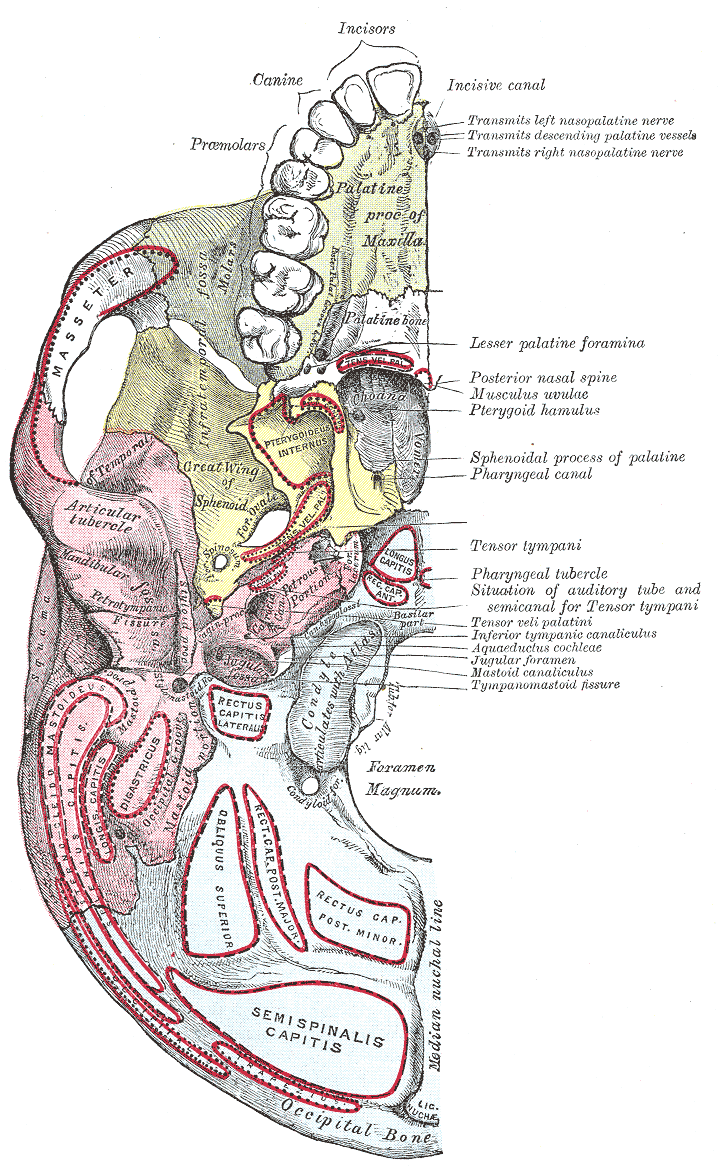
Face inférieure de la base du crâne
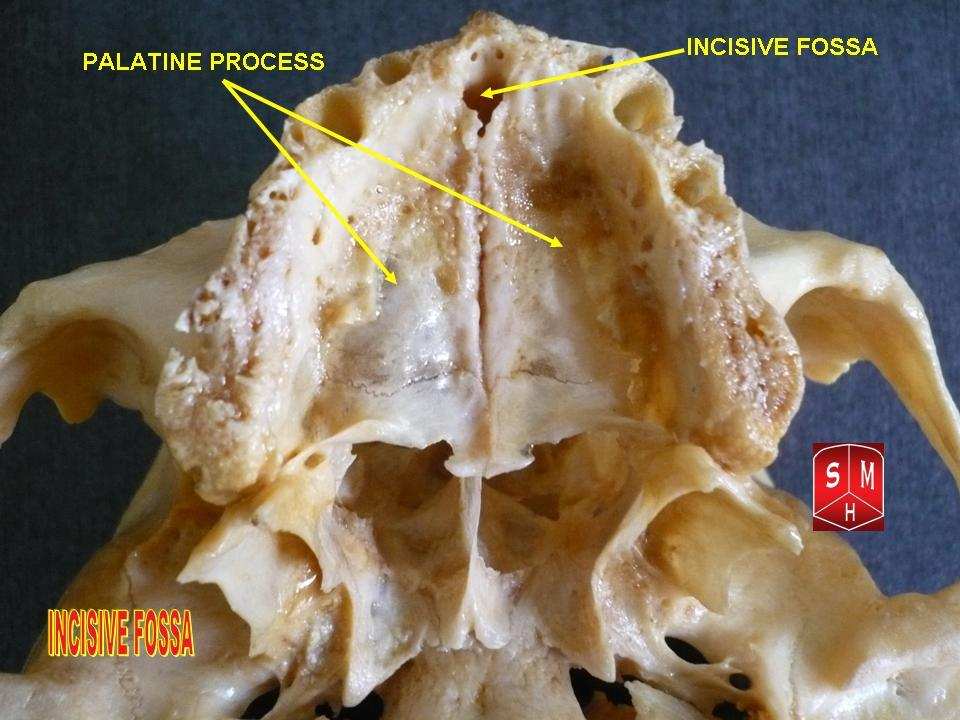
La fosse incisive au fond de laquelle se trouve le foramen incisif.